# Chiesa di San Leonardo (Ottaviano)
La Chiesa di San Leonardo è una Chiesa Parrocchiale situata nel Comune di Ottaviano (Italia).

## Storia
Fu fondata nel 1560 con il titolo di san Leonardo e sant'Ambrogio.
Viene nominata per la prima volta il 29 Settembre 1561, nella Visita Pastorale del vescovo di Nola mons. Antonio Scarampi. 
Primo cappellano fu don Criscillo D'Ambrosio, a cui si attribuisce anche la fondazione dell'edificio.
Venne distrutta quasi interamente dopo l'eruzione del Vesuvio nel 1906 e poi ricostruita. 
Con bolla del 6 giugno 1954, il vescovo di Nola mons. Adolfo Binni la eleva a Parrocchia con il titolo di san Leonardo di Noblac, Abate e, in massima parte della sua vita, Eremita. Primo parroco fu nominato don Francesco Aniello Ambrosio (già Parroco della chiesa di san Francesco di Paola in Ottaviano (NA))
La Chiesa di San Leonardo ha subito nel corso degli anni diverse ristrutturazioni, tra cui l'ultima più recente conclusasi nel 2007.

## Descrizione
La Chiesa di San Leonardo presenta una navata unica.
Fa parte della dotazione parrocchiale una tela attribuita ad Angelo Mozzillo raffigurante la Madonna con Bambino tra san Leonardo di Noblac e san Remigio di Reims, oggi custodita presso il museo diocesano.

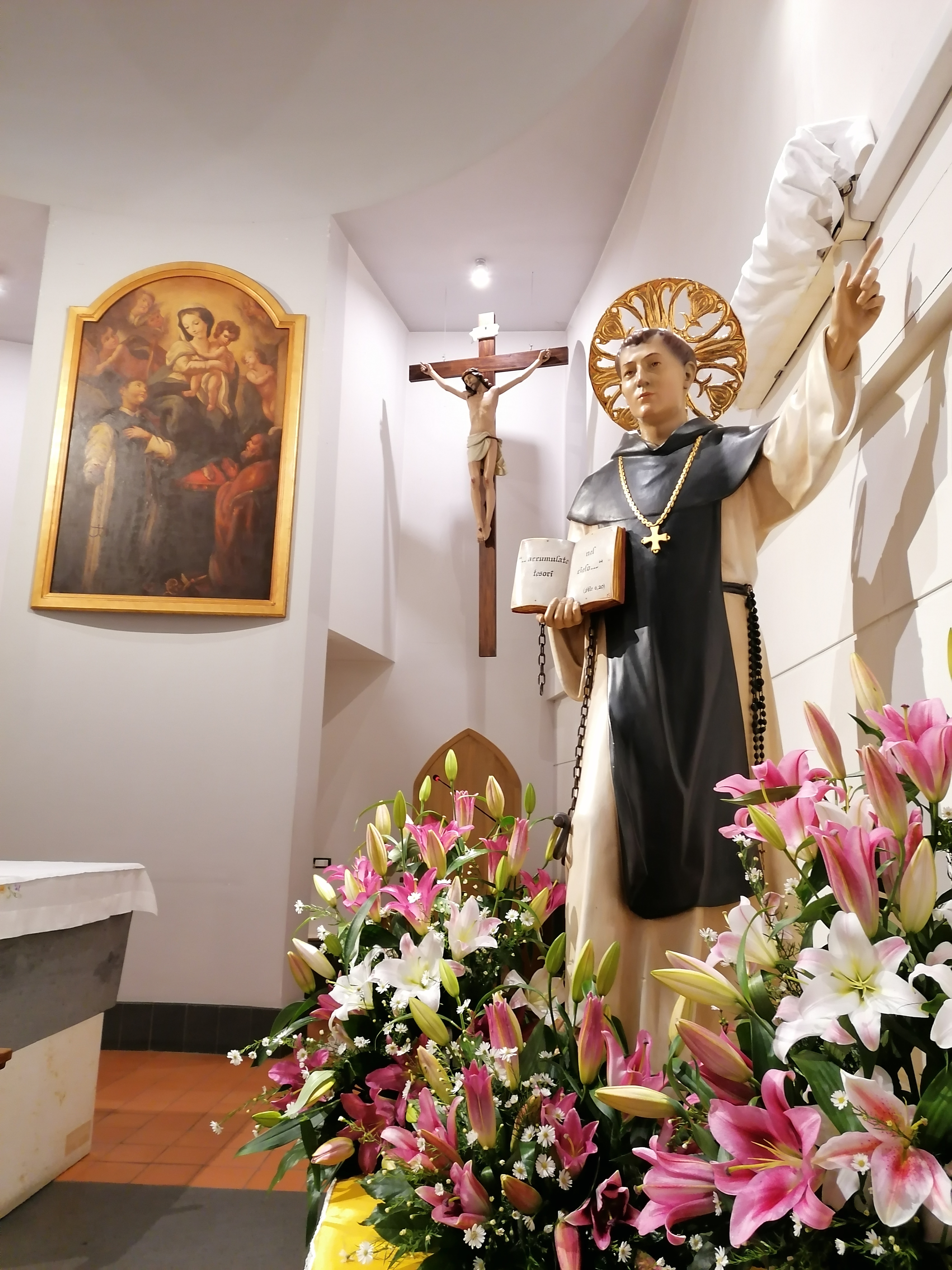
Statua di San Leonardo e particolare della Tela Madonna con Bambino fra i Santi Leonardo e Remigio

## Caratteristiche
Caratteristica di questa Parrocchia è che, pur essendo la Chiesa di San Leonardo sita nel territorio comunale di Ottaviano, la comunità dei suoi parrocchiani è formata da fedeli cittadini che fanno parte sia del comune di Ottaviano (in modo prevalente) sia del comune di San Giuseppe Vesuviano.